# Дикий хаггис

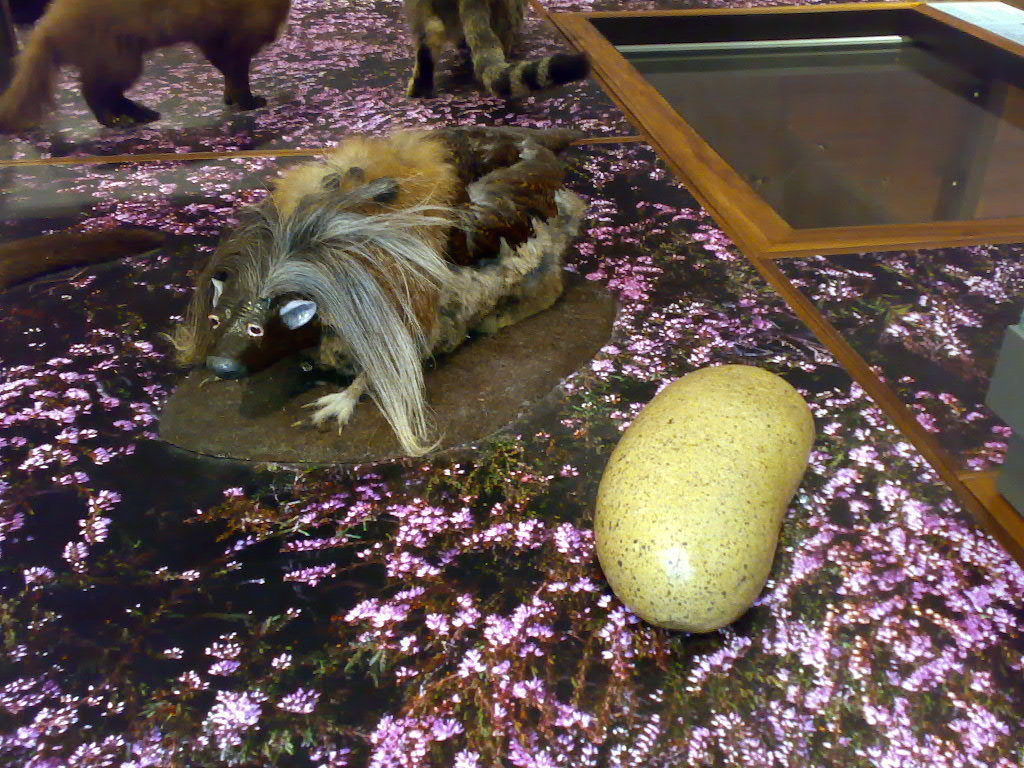
Дикий хаггис в Художественной галерее и музее Келвингроув, рядом с приготовленной особью

Дикий хаггис (лат. Haggis scoticus) — вымышленный вид животных, якобы живущий в Шотландии. Утверждается, что именно из него готовят традиционное шотландское блюдо хаггис, которое на самом деле делается из внутренностей овцы.
По некоторым данным, левая и правая ноги дикого хаггиса имеют разную длину (как и у ряда других зверей вымышленного происхождения), что позволяет ему быстро бегать вокруг крутых гор и холмов, которые составляют его естественную среду обитания; но только в одном направлении. Утверждается также, что существуют две разновидности хаггиса, одна — с более длинной левой ногой, а другая — с более длинной правой. Один из видов вращается вокруг горы по часовой стрелке, а другой — против часовой. Эти разновидности могут мирно сосуществовать, но не могут скрещиваться в дикой природе, потому что для того, чтобы самец одного вида мог спариться с самкой другого вида, он должен повернуться мордой в том же направлении, что и она, в результате чего он потеряет равновесие, прежде чем может приступить к процессу. В результате этой сложности разница в длине ног внутри популяции хаггисов усугубляется.
Понятие дикого хаггиса широко распространено, хотя и не всегда включает идею разной длины ног. По данным онлайн-опроса по заказу производителей хаггиса Hall’s of Broxburn, опубликованного 26 ноября 2003 года, одна треть американских туристов, посетивших Шотландию, считали дикого хаггиса реальным существом.